# Santi patroni cattolici dei comuni della Sardegna
Lista di santi patroni cattolici dei comuni della Sardegna:

## Città metropolitana di Cagliari e provincia del Sud Sardegna
- Cagliari: san Saturnino
- Assemini: san Pietro apostolo.
- Sestu: San Giorgio
- Barrali: santa Lucia.
- Burcei: Madonna di Monserrato.
- Capoterra: sant'Efisio.
- Decimomannu: sant'Antonio abate.
- Decimoputzu: Madonna delle Grazie.
- Dolianova: santi Biagio e Pantaleo.
- Donori: san Giorgio.
- Elmas: san Sebastiano.
- Guasila: Vergine Assunta.
- Isili: san Saturnino.
- Monastir: san Pietro apostolo.
- Monserrato: sant'Ambrogio.
- Muravera: san Nicola di Bari.
- Nuragus: Santa Maria Maddalena.
- Nurallao: San Pietro
- Nuraminis: san Pietro apostolo.
- Ortacesus: san Pietro apostolo.
- Pimentel: Madonna del Carmine.
- Quartucciu: san Giorgio.
- Quartu Sant'Elena: sant'Elena Imperatrice.
- San Vito: San Vito.
- Selargius: Vergine Assunta.
- Senorbì: Sant'Antioco Martire.
- Serdiana: Santissimo Salvatore.
- Serramanna: san Leonardo.
- Siliqua: san Giorgio.
- Sinnai: santa Barbara.
- Soleminis: san Giacomo il Maggiore.
- Suelli: san Giorgio.
- Ussana: san Sebastiano.
- Uta: santa Giusta.
- Vallermosa: san Lucifero.
- Villanova Tulo: san Giuliano.
- Villaputzu: san Giorgio.
- Villasalto: san Michele arcangelo.
- Villasimius: san Raffaele arcangelo.
- Villasor: san Biagio.
- Villaspeciosa: Vergine Assunta.
- Carbonia: san Ponziano.
- Iglesias: santa Chiara.
- Carloforte: San Carlo Borromeo.
- Sant'Antioco: Sant'Antioco Martire.
- Calasetta: San Maurizio.
- Villamassargia: Nostra Signora della Neve
- Arbus: san Sebastiano
- Barumini: san Sebastiano
- Collinas: san Michele Arcangelo
- Furtei: santa Barbara
- Genuri: Natività di Maria Vergine
- Gesturi: Santa Teresa d'Avila
- Gonnosfanadiga: santa Barbara
- Guspini: san Nicola di Mira
- Las Plassas: santa Maria Maddalena
- Lunamatrona: san Giovanni Battista
- Pabillonis: Nostra Signora della Neve
- Pauli Arbarei: san Vincenzo
- Samassi: San Geminiano
- San Gavino Monreale: santa Chiara
- Sanluri: Nostra Signora delle Grazie
- Sardara: Maria SS. Assunta
- Segariu: san Giorgio
- Serramanna: san Leonardo
- Serrenti: Immacolata Concezione
- Setzu: san Leonardo
- Siddi: Santa Gloriosa
- Tuili: san Pietro Martire
- Turri: san Sebastiano
- Ussaramanna: san Quirico
- Villacidro: santa Barbara
- Villamar: San Giovanni Battista
- Villanovaforru: San Francesco
- Villanovafranca: San Lorenzo

## Provincia di Nuoro
- Nuoro: Nostra Signora della Neve.
- Tortolì: Sant'Andrea Apostolo.
- Bitti: san Giorgio.
- Orgosolo: San Pietro
- Orune: san Biagio.
- Mamoiada: Beata Vergine Assunta
- Siniscola: san Giovanni Battista
- Macomer: san Pantaleo
- Dorgali: santa Caterina d'Alessandria
- Oliena: sant'Ignazio di Loyola
- Orosei: san Giacomo Apostolo
- Fonni: san Giovanni Battista
- Lanusei: Maria Maddalena
- Orani: sant'Andrea Apostolo
- Belvì: Sant'Agostino
- Desulo: sant'Antonio Abate
- Ottana: san Nicola
- Galtellì: SS. Crocifisso
- Tonara: san Gabriele
- Lula: santa Maria Assunta
- Orotelli: san Giovanni Battista
- Oniferi: san Gavino
- Ovodda: san Giorgio
- Tertenia: san Sebastiano
- Arzana: san Giovanni Battista
- Villagrande Strisaili: san Gabriele Arcangelo
- Gairo: sant'Elena Imperatrice
- Ilbono: san Giovanni Battista
- Talana: santa Marta
- Urzulei: san Giorgio
- Bari Sardo: Beata Vergine del Monserrato
- Baunei: san Nicola
- Lotzorai: sant'Elena Imperatrice
- Seui: san Rocco
- Ussassai: san Giovanni Battista
- Girasole: Beata vergine del Monserrato
- Triei: santi Cosma e Damiano
- Osini: Santa Susanna
- Ulassai: sant'Antioco
- Perdasdefogu: San Pietro apostolo
- Sindia : Nostra Signora di Corte

## Provincia di Oristano
- Oristano: sant'Archelao.
- Pau: san Giorgio.
- Tresnuraghes: san Giorgio.
- Santu Lussurgiu: san Lussorio
- Magomadas:  San Giovanni Battista
- Marrubiu: Madonna del Rimedio
- Suni: Madonna della Neve
- Sennariolo: Sant'Andrea Apostolo
- Mogoro: San Bernardino
- Masullas: Sa Gloriosa
- Siris: San Vincenzo
- Gonnostramatza: San Michele Arcangelo
- Terralba: San Pietro
- Simaxis: San Simmaco

## Provincia di Sassari
- Sassari: san Nicola di Bari; Santi Gavino, Proto e Ganuario.
- Alà dei Sardi: Sant'Agostino
- Alghero: san Michele Arcangelo.
- Bonnanaro: san Giorgio.
- Bono:san Michele Arcangelo.
- Buddusò: Sant'Anastasia
- Bultei: Santa Margherita d'Antiochia.
- Bulzi: San Sebastiano
- Ittiri: San Pietro in Vincoli.
- La Maddalena: santa Maria Maddalena.
- Pattada: Santa Sabina
- Porto Torres: Sassari: san Gavino.
- Pozzomaggiore: san Giorgio.
- Olbia: san Simplicio di Olbia.
- Olmedo: Nostra Signora di Talia
- Oschiri: San Demetrio.
- Ozieri: Sant'Antioco.
- Sennori: san Basilio Magno.
- Sorso: san Pantaleo.
- Ossi: San Bartolomeo
- Osilo: Maria Immacolata
- Tempio Pausania: san Pietro apostolo.
- Tissi: Sant'Anastasia di Sirmio
- Uri: Madonna della Pazienza